# Johannes-Nepomuk-Kapelle (Prachatice, Dolní brána)

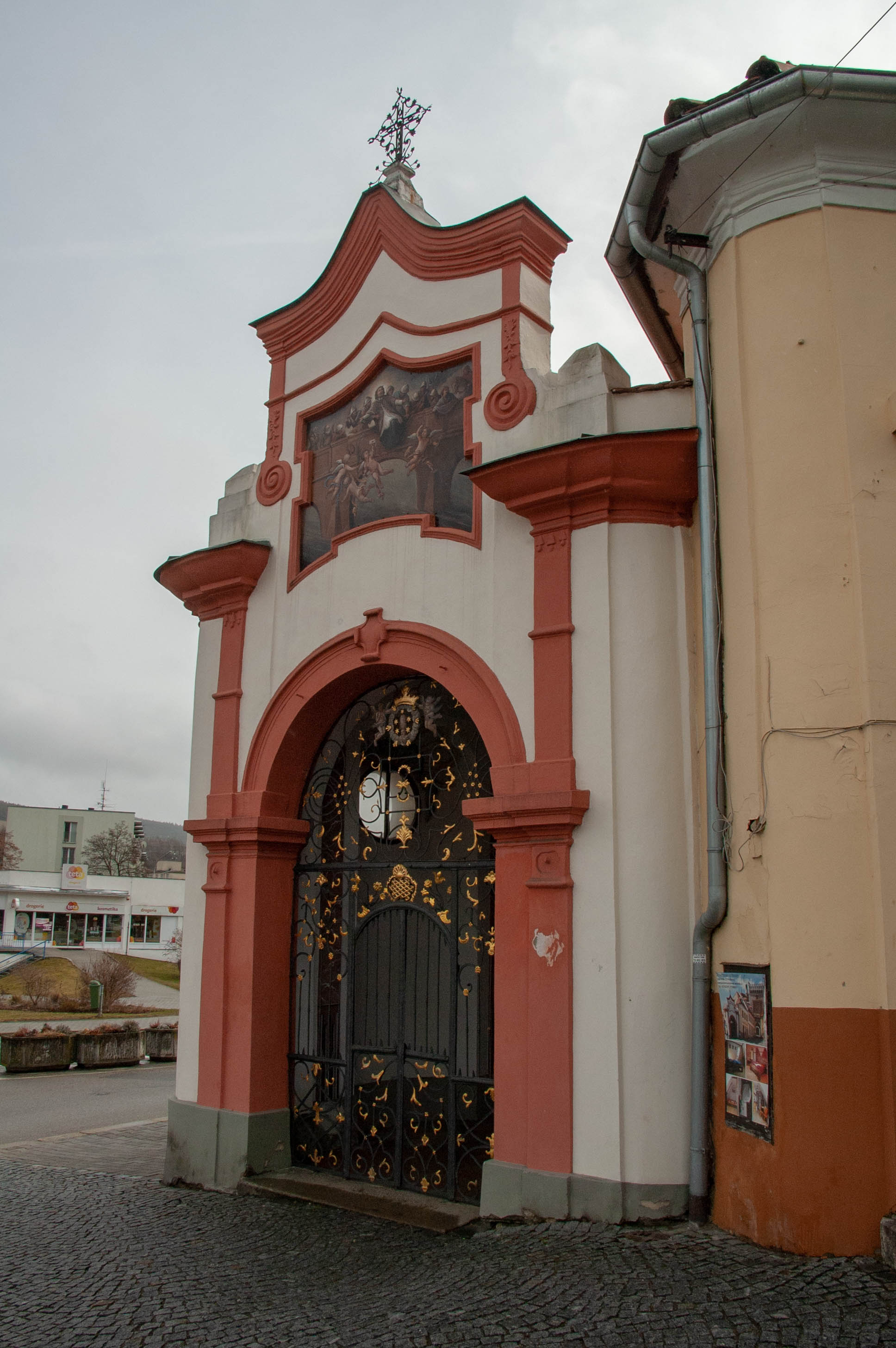
Seitenansicht (2019)

Die St. Johannes-Nepomuk-Kapelle (tschechisch Kaple svatého Jana Nepomuckého) in Prachatice (deutsch Prachatitz), einer Stadt in der Region Jihočeský kraj (Südböhmen) in Tschechien, ist eine denkmalgeschützte Kapelle am Piseker Tor (Dolní brána, auch Unteres Tor). Das Gebäude der Barockzeit wird mit 1774 datiert.

## Lage

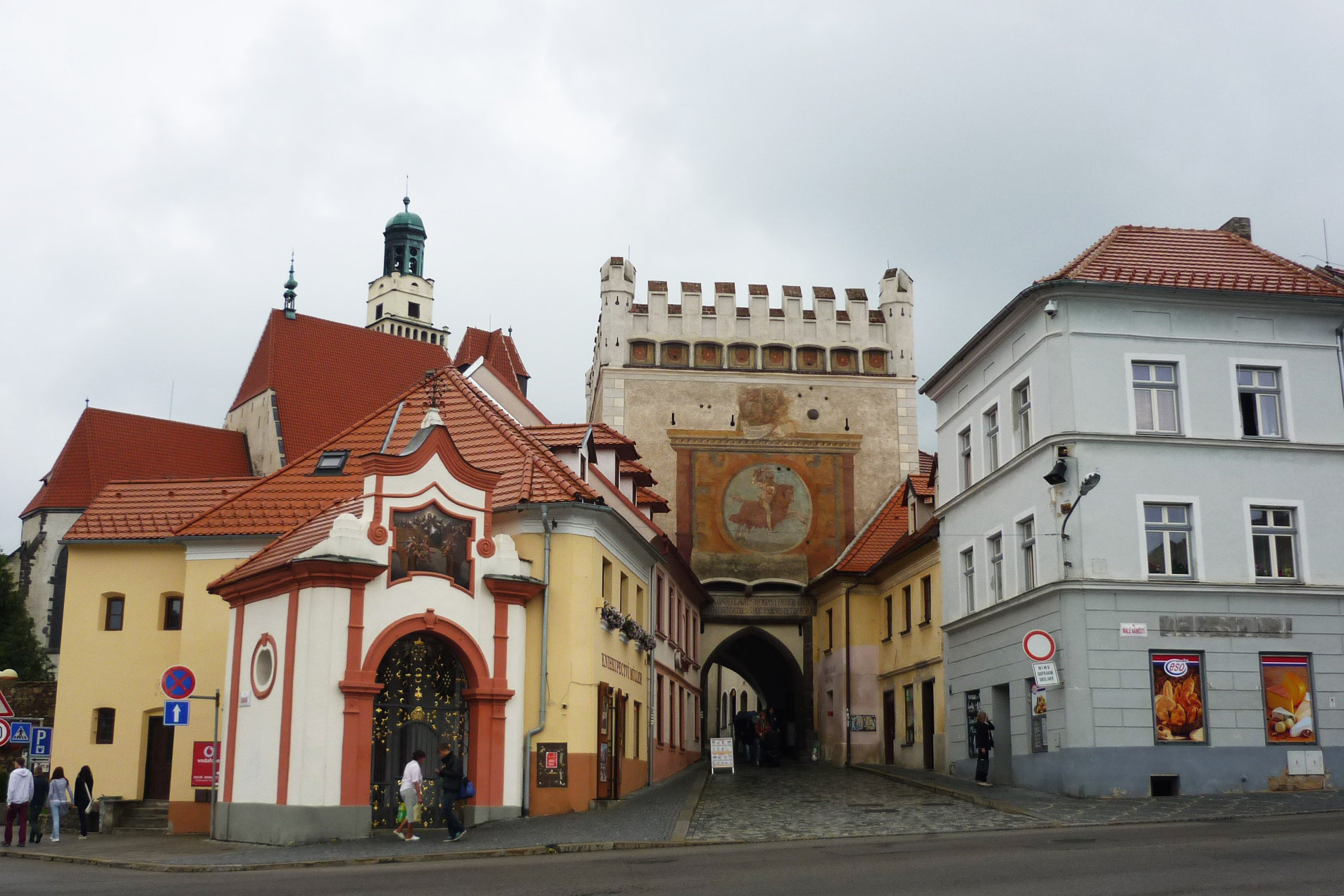
Die Kapelle im Vordergrund links

Die Kapelle des Heiligen Johannes Nepomuk steht an einem kleinen Platz vor der Toranlage des Piseker Tors. Die Hilfe des 1393 in Prag ertränkten Heiligen wurde bei Wasser- und Reisegefahren erbeten. Eine weitere Johannes-Nepomuk-Kapelle steht am ehemaligen Passauer Tor der Stadt.
Das Bauwerk wurde am 3. Mai 1958 als Kulturdenkmal unter Schutz gestellt sowie am 1. Oktober 1981 in den Bereich des städtischen Denkmalreservats der Prachaticer Innenstadt aufgenommen.